# Wacław Kowalski

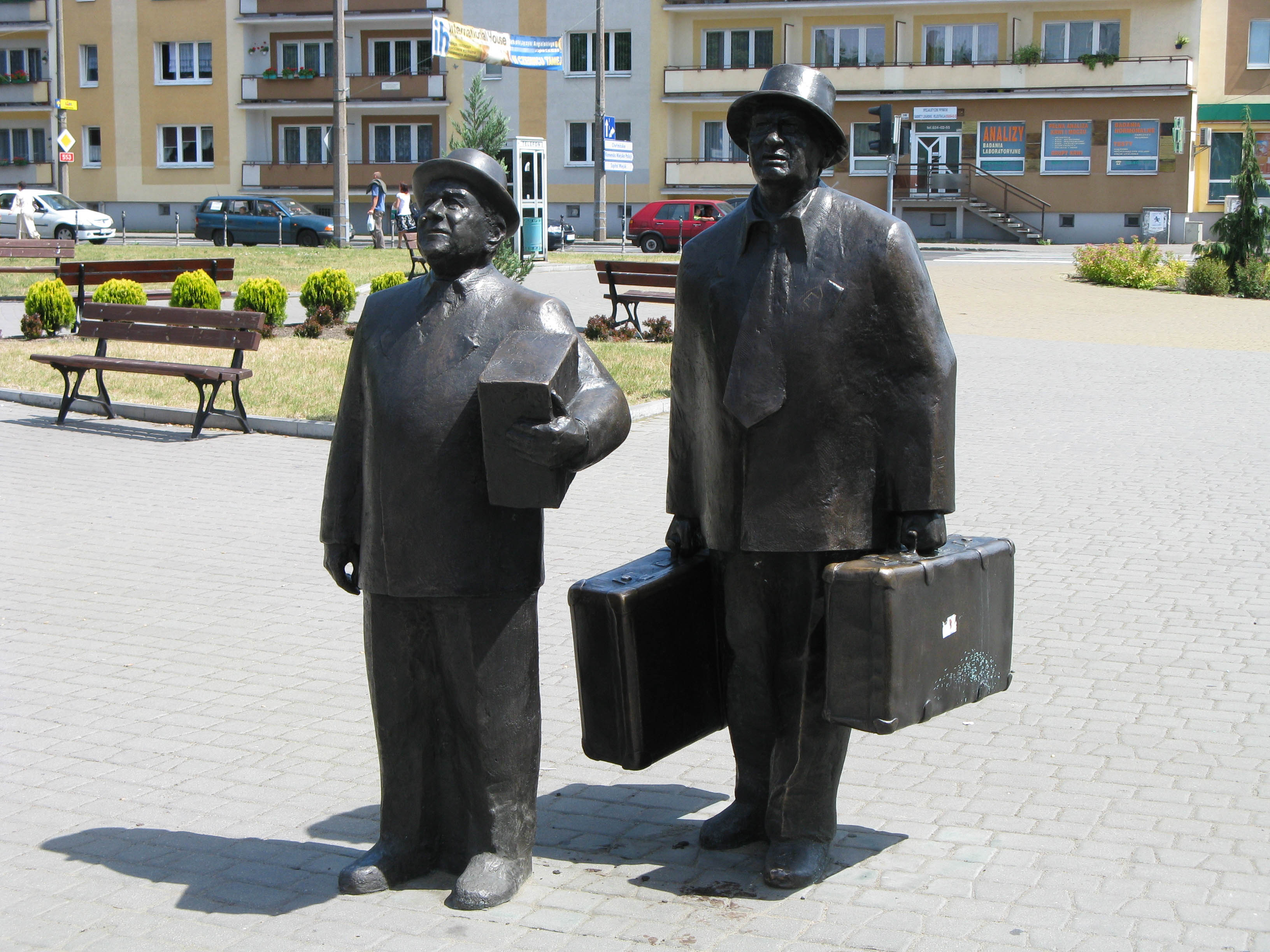
Pomnik Wacława Kowalskiego jako Kazimierza Pawlaka i Władysława Hańczy jako Władysława Kargula w Toruniu

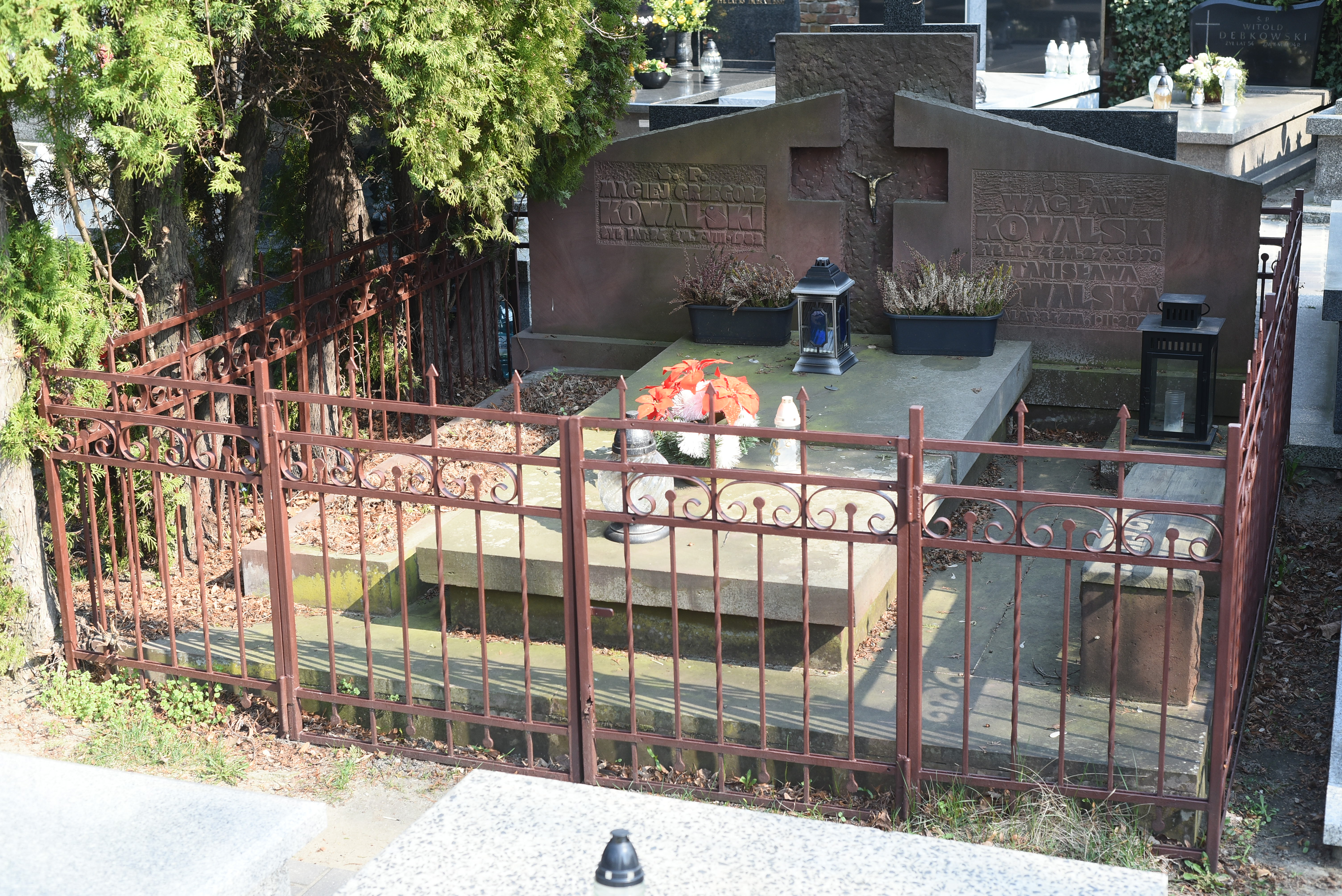
Grób Wacława Kowalskiego na cmentarzu parafialnym w Brwinowie

Wacław Kowalski (ur. 19 kwietnia?/2 maja 1916 w Gżatsku, zm. 27 października 1990 w Brwinowie) – polski aktor filmowy i teatralny.

## Życiorys
Urodził się podczas I wojny światowej w mieście Gżatsk (od 1968 r. Gagarin), w ówczesnym Imperium Rosyjskim. Na początku wojny jego ojciec Wiktor Kowalski, z zawodu kowal, wraz z rodziną został ewakuowany przez wojska rosyjskie na wschód (bieżeństwo).
Rodzina Kowalskich wróciła do Polski, do wsi Gnojno po zakończeniu wojny. Dzieciństwo i młodość Wacław Kowalski spędził w Gnojnie, gdzie mieszkał wraz z rodzicami i trzema siostrami. W tym czasie zmarł jego ojciec i jedna siostra. W 1937 r. ukończył seminarium nauczycielskie w Leśnej Podlaskiej i podjął pracę w Instytucie Pedagogiki Specjalnej i jako nauczyciel w wiejskiej szkole na Polesiu. W 1939 r. walczył w kampanii wrześniowej. Po II wojnie światowej rozpoczął studia u prof. Adama Didura w Konserwatorium Muzycznym w Łodzi, marząc o karierze śpiewaka operowego. Przebywając wówczas w Łodzi zgłosił się jako statysta do Teatru Wojska Polskiego. Tam wypatrzył go Leon Schiller i powierzył mu niewielką śpiewającą rólkę. Tak rozpoczęła się jego przygoda z aktorstwem. W 1946 r. zadebiutował na dużym ekranie epizodyczną rolą, śpiewaka z gitarą w pierwszym powojennym polskim filmie Zakazane piosenki. W 1951 zdał egzamin eksternistyczny. W latach 1948–1955 występował w Łodzi; w Teatrze Pinokio (1948–1949) i w Teatrze Nowym (1949–1955). W 1955 r. przeniósł się do Warszawy grając kolejno w: Teatrze Klasycznym w latach 1955–1969, Teatrze Polskim w latach 1970–1977 i Teatrze na Woli w latach 1977–1981.
Z filmem związał się na dobre w latach 50. Największą popularność i uznanie przyniosła mu rola Kazimierza Pawlaka w komediowej trylogii Sylwestra Chęcińskiego, na którą składają się filmy: Sami swoi (1967), Nie ma mocnych (1974) oraz Kochaj albo rzuć (1977). Stworzył w nich duet z Władysławem Hańczą. Kolejną rolą Kowalskiego, która spotkała się z popularnością jest dozorca Popiołek w serialu Dom Jana Łomnickiego. Ponadto zagrał w przeszło 100 filmach i serialach telewizyjnych, kreując zwykle role drugoplanowe i epizodyczne, jednakże niezwykle wyraziste.
W 1988 r. otrzymał nagrodę Wiktora dla najpopularniejszej postaci Telewizji Polskiej.

## Życie prywatne
W latach 1943–1990 jego żoną była Stanisława z domu Osikowska, z którą mieli dwóch synów: Jana (ur. 1946) oraz Macieja (1956–1982).
W 1982 r. młodszy z synów, student medycyny, zginął tragicznie w wypadku samochodowym. Wacław Kowalski bardzo to przeżył. Wycofał się z aktorstwa. Jego rezygnacja z roli w serialu Dom była jedną z głównych przyczyn zakończenia realizacji serialu w latach 80. i uśmiercenia postaci Ryszarda Popiołka. Kowalski już nigdy nie pojawił się na ekranie, konsekwentnie odrzucał wszystkie propozycje. Ostatnie lata życia spędził w swoim domu w Brwinowie nieopodal Warszawy, w którym zmarł nagle 27 października 1990, w wyniku udaru mózgu. Jest pochowany na cmentarzu parafialnym w Brwinowie wraz z żoną i synem.

## Filmografia
| Filmy fabularne     |                                                                 |                                     |                                                                                 |
| Rok                 | Tytuł                                                           | Reżyser                             | Rola                                                                            |
| 1946                | Zakazane piosenki                                               | Leonard Buczkowski                  | śpiewak z gitarą                                                                |
| 1953                | Żołnierz zwycięstwa                                             | Wanda Jakubowska                    | żołnierz hiszpański                                                             |
| 1953                | Trudna miłość                                                   | Stanisław Różewicz                  | Kubala                                                                          |
| 1953                | Przygoda na Mariensztacie                                       | Leonard Buczkowski                  | murarz Stefan Wachowiak                                                         |
| 1954                | Pod gwiazdą frygijską                                           | Jerzy Kawalerowicz                  | członek partii                                                                  |
| 1954                | Autobus odjeżdża 6.20                                           | Jan Rybkowski                       | woźny w biurze Poradzkiego                                                      |
| 1955                | Trzy starty                                                     | Ewa Petelska, Czesław Petelski      | kolejarz na zabawie                                                             |
| 1956                | Ziemia                                                          | Jerzy Zarzycki                      | Banach                                                                          |
| 1956                | Szkice węglem                                                   | Antoni Bohdziewicz                  | chłop z Baraniej Głowy                                                          |
| 1957                | Pętla                                                           | Wojciech Jerzy Has                  | taksówkarz Kostek, szwagier dozorcy                                             |
| 1957                | Ewa chce spać                                                   | Tadeusz Chmielewski                 | rusznikarz w 8-ym komisariacie                                                  |
| 1958                | Wolne miasto                                                    | Stanisław Różewicz                  | listonosz Bronek Wiśniewski                                                     |
| 1958                | Kalosze szczęścia                                               | Antoni Bohdziewicz                  | Kazek, strażak na Wieży Mariackiej                                              |
| 1959                | Tysiąc talarów                                                  | Stanisław Wohl                      | strażnik w zakładzie psychiatrycznym                                            |
| 1959                | Sygnały                                                         | Jerzy Passendorfer                  | taksówkarz, właściciel ukradzionego samochodu                                   |
| 1960                | Walet pikowy                                                    | Tadeusz Chmielewski                 | portier w banku                                                                 |
| 1960                | Szczęściarz Antoni                                              | Halina Bielińska, Włodzimierz Haupe | wysłannik z Pałacu Młodzieży Kultury w sprawie czołgu                           |
| 1960                | Rok pierwszy                                                    | Witold Lesiewicz                    | piekarz                                                                         |
| 1960                | Ostrożnie Yeti                                                  | Andrzej Czekalski                   | kolejarz                                                                        |
| 1961                | Ogniomistrz Kaleń                                               | Ewa Petelska, Czesław Petelski      | plutonowy Kolanowski                                                            |
| 1961                | Kwiecień                                                        | Witold Lesiewicz                    | sanitariusz                                                                     |
| 1961                | Dwaj panowie N                                                  | Tadeusz Chmielewski                 | badylarz Henryk Nowak                                                           |
| 1961                | Drugi człowiek                                                  | Konrad Nałęcki                      | rzemieślnik Zygmunt Filarski                                                    |
| 1962                | O dwóch takich co ukradli księżyc                               | Jan Batory                          | kowal w Zapiecku                                                                |
| 1962                | Klub kawalerów                                                  | Jerzy Zarzycki                      | Stanisław Wygodnicki                                                            |
| 1963                | Wiano                                                           | Jan Łomnicki                        | Stadny                                                                          |
| 1963                | Rozwodów nie będzie                                             | Jerzy Stefan Stawiński              | portier w Pałacu Kultury i Nauki                                                |
| 1963                | Naganiacz                                                       | Ewa Petelska, Czesław Petelski      | Tomasik                                                                         |
| 1963                | Liczę na wasze grzechy                                          | Jerzy Zarzycki                      | Marzec, pracownik zakładu pogrzebowego "Concordia", sąsiad Panka                |
| 1963                | Gdzie jest generał...                                           | Tadeusz Chmielewski                 | plutonowy Kaziuk                                                                |
| 1964                | Życie raz jeszcze                                               | Janusz Morgenstern                  | kolejarz w parowozowni                                                          |
| 1964                | Spotkanie ze szpiegiem                                          | Jan Batory                          | niemowa                                                                         |
| 1964                | Rękopis znaleziony w Saragossie                                 | Wojciech Jerzy Has                  | sługa ojca Van Wordena                                                          |
| 1964                | Barwy walki                                                     | Jerzy Passendorfer                  | Niemiec                                                                         |
| 1964                | Agnieszka 46                                                    | Sylwester Chęciński                 | Kondera, chłop z Kosiny Wielkiej                                                |
| 1965                | Trzy kroki po ziemi                                             | Jerzy Hoffman, Edward Skórzewski    | woźny sądowy                                                                    |
| 1965                | Lekarstwo na miłość                                             | Jan Batory                          | milicjant ścigający "18-tkę"                                                    |
| 1965                | Jutro Meksyk                                                    | Aleksander Ścibor-Rylski            | Fruńka, pracownik ośrodka sportowego                                            |
| 1965                | Bigos                                                           | Sylwester Szyszko                   | gospodarz                                                                       |
| 1966                | Szyfry                                                          | Wojciech Jerzy Has                  | Madeja, zarządca PGR-u w Gorczy                                                 |
| 1966                | Pieczone gołąbki                                                | Tadeusz Chmielewski                 | Kołodziejczyk, członek brygady Wierzchowskiego                                  |
| 1966                | Don Gabriel                                                     | Ewa Petelska, Czesław Petelski      | Hawrot, żołnierz Legii Straceńców                                               |
| 1967                | Sami swoi                                                       | Sylwester Chęciński                 | 2 role: Kazimierz Pawlak; w retrospekcji Kacper Pawlak, ojciec Kazimierza       |
| 1967                | Człowiek, który zdemoralizował Hadleyburg                       | Jerzy Zarzycki                      | John Wharton Bilson                                                             |
| 1967                | Komedia z pomyłek                                               | Jerzy Zarzycki                      | mieszkaniec miasteczka                                                          |
| 1967                | Zamrożone błyskawice                                            | János Veiczi                        | chłop                                                                           |
| 1967                | Cyrograf dojrzałości                                            | Jan Łomnicki                        | nauczyciel Wiktora                                                              |
| 1968                | Lalka                                                           | Wojciech Jerzy Has                  | wozak Wysocki                                                                   |
| 1968                | Kierunek Berlin                                                 | Jerzy Passendorfer                  | szeregowy Ostrejko                                                              |
| 1969                | Rzeczpospolita babska                                           | Hieronim Przybył                    | weterynarz                                                                      |
| 1969                | Paragon gola                                                    | Stanisław Jędryka                   | chłop Anielak, wspólnik Wawrzysiaka                                             |
| 1969                | Ostatnie dni                                                    | Jerzy Passendorfer                  | szeregowy Ostrejko                                                              |
| 1969                | Jarzębina czerwona                                              | Ewa Petelska, Czesław Petelski      | kapral Podarzyn                                                                 |
| 1969                | Jak rozpętałem drugą wojnę światową                             | Tadeusz Chmielewski                 | Kiedros, sierżant Legii Cudzoziemskiej                                          |
| 1970                | Raj na ziemi                                                    | Zbigniew Kuźmiński                  | kapral Machura                                                                  |
| 1970                | Przystań                                                        | Paweł Komorowski                    | Matusiak                                                                        |
| 1970                | Prom                                                            | Jerzy Afanasjew                     | kapral                                                                          |
| 1970                | Legenda                                                         | Sylwester Chęciński                 | milicjant                                                                       |
| 1970                | Album polski                                                    | Jan Rybkowski                       | Mazur                                                                           |
| 1970                | Akcja Brutus                                                    | Jerzy Passendorfer                  | Sowa, komendant MO                                                              |
| 1971                | Złote koło                                                      | Stanisław Wohl                      | dozorca kamienicy, w której mieszka Kasia "Raz Dwa Trzy"                        |
| 1971                | Niebieskie jak Morze Czarne                                     | Jerzy Ziarnik                       | dyrektor, uczestnik "młodzieżowej" wycieczki                                    |
| 1971                | Nie lubię poniedziałku                                          | Tadeusz Chmielewski                 | dźwigowy, mieszkaniec bloku                                                     |
| 1971                | Na przełaj                                                      | Janusz Łęski                        | dozorca parku                                                                   |
| 1971                | Milion za Laurę                                                 | Hieronim Przybył                    | góral kupujący kradzione drewno                                                 |
| 1971                | Kłopotliwy gość                                                 | Jerzy Ziarnik                       | kierownik działu planowania PZMC, szef Piotrowskiego                            |
| 1971                | Kardiogram                                                      | Roman Załuski                       | leśniczy                                                                        |
| 1971                | Jeszcze słychać śpiew. I rżenie koni...                         | Mieczysław Waśkowski                | wachmistrz Bronisław Misztal, we współczesności strażnik w Petrochemii Płockiej |
| 1971                | Antek                                                           | Wojciech Fiwek                      | kum Andrzej                                                                     |
| 1972                | Zniszczyć pirata                                                | Hubert Drapella                     | portier na lotnisku                                                             |
| 1972                | Siedem czerwonych róż, czyli Benek Kwiaciarz o sobie i o innych | Jerzy Sztwiertnia                   | dyrektor                                                                        |
| 1972                | Opowieść                                                        | Marek Wortman                       | Jan Kępczyk, kierownik POM-u                                                    |
| 1972                | Kwiat paproci                                                   | Jacek Butrymowicz                   | Zyndram                                                                         |
| 1972                | Kopernik                                                        | Ewa Petelska, Czesław Petelski      | Dołuski                                                                         |
| 1973                | Sobie król                                                      | Janusz Łęski                        | kierowca ciężarówki z prosiakami                                                |
| 1973                | Chłopcy                                                         | Ryszard Ber                         | Smarkul, pensjonariusz domu starców                                             |
| 1974                | Zwycięstwo                                                      | Jerzy Passendorfer                  | szeregowy Ostrejko                                                              |
| 1974                | Tylko się jeździ                                                | Leokadia Migielska                  | fotograf                                                                        |
| 1974                | Święty Mikołaj pilnie poszukiwany                               | Krzysztof Gradowski                 | pracownik domu dziecka                                                          |
| 1974                | Nie ma mocnych                                                  | Sylwester Chęciński                 | Kazimierz Pawlak                                                                |
| 1974                | Złoto                                                           | Sylwester Szyszko                   | restaurator Stanisław Włodarek                                                  |
| 1974                | Janosik                                                         | Jerzy Passendorfer                  | góral Bruzda                                                                    |
| 1975                | Obrazki z życia                                                 | Krzysztof Gradowski                 | portier                                                                         |
| 1975                | Oczekiwanie                                                     | Ryszard Rydzewski                   | strażnik w szpitalu                                                             |
| 1977                | Kochaj albo rzuć                                                | Sylwester Chęciński                 | Kazimierz Pawlak                                                                |
| 1978                | Azyl                                                            | Roman Załuski                       | leśniczy Hryncewicz                                                             |
| Seriale telewizyjne |                                                                 |                                     |                                                                                 |
| Rok                 | Tytuł                                                           | Reżyser                             | Rola                                                                            |
| 1964                | Barbara i Jan                                                   | Jerzy Ziarnik, Hieronim Przybył     | Karolczyk, szef hotelowej recepcji (odc. 4)                                     |
| 1966                | Wojna domowa                                                    | Jerzy Gruza                         | strażnik w Łazienkach (odc. 11)                                                 |
| 1969                | Do przerwy 0:1                                                  | Stanisław Jędryka                   | chłop Anielak, wspólnik Wawrzysiaka (odc. 5 i 6)                                |
| 1970                | Wakacje z duchami                                               | Stanisław Jędryka                   | majster (odc. 1 i 6)                                                            |
| 1970                | Przygody psa Cywila                                             | Krzysztof Szmagier                  | przemytnik (odc. 3 i 4)                                                         |
| 1972                | Kopernik                                                        | Ewa Petelska, Czesław Petelski      | Dołuski (odc. 2)                                                                |
| 1973                | Janosik                                                         | Jerzy Passendorfer                  | góral Marcin Bruzda                                                             |
| 1973                | Droga                                                           | Sylwester Chęciński                 | Kazimierz Pawlak (odc. 5)                                                       |
| 1974–1977           | Czterdziestolatek                                               | Jerzy Gruza                         | Popielak                                                                        |
| 1976                | Polskie drogi                                                   | Janusz Morgenstern                  | kościelny Wawrzyniec Kulpiński (odc. 2, 4 i 5)                                  |
| 1976                | 07 zgłoś się                                                    | Krzysztof Szmagier                  | taksówkarz Dołmontowicz (odc. 2)                                                |
| 1978                | Zielona miłość                                                  | Stanisław Jędryka                   | Zaborek, pacjent w szpitalu (odc. 2 i 3)                                        |
| 1980, 1982, 1987    | Dom                                                             | Jan Łomnicki, Marcin Łomnicki       | Ryszard Popiołek                                                                |
| 1981                | Białe tango                                                     | Janusz Kidawa                       | Stanisław Radziejewski (odc. 8)                                                 |
| 1982                | Przygrywka                                                      | Janusz Łęski                        | sołtys                                                                          |

## Odznaczenia i nagrody
- Krzyż Kawalerski Orderu Odrodzenia Polski (1977)
- Srebrny Krzyż Zasługi (11 lipca1955)[4]
- Nagroda na festiwalu Lubuskie Lato Filmowe w Łagowie za najlepszą rolę męską w filmie Nie ma mocnych (1974)
- Nagroda na festiwalu KSF Młodzi i film - Koszalin za film Nie ma mocnych (1974)
- Nagroda przewodniczącego Komitetu ds. Radia i Telewizji (1983)
- Wiktor dla najpopularniejszej postaci TVP (1988)